# Nastavce
Nastavce (cyr. Наставце) – wieś w Serbii, w okręgu pczyńskim, w mieście Vranje. W 2011 roku liczyła 37 mieszkańców.